# وادا تانه‌ناگا
وادا تانه‌ناگا (به ژاپنی: 和田 胤長 わだ たねなが)، تولد ۱۱۸۰–۳۰ مه ۲۰۱۳- سامورایی در اواخر دوره هی‌آن و اوایل دوره کاماکورا برادرزاده وادا یوشیموری بود. در سال ۱۲۱۳، او به همراه دو پسرعموی خود وادا یوشینائو، وادا یوشیشیگه در طرح شورش ایزومی چیکاهیرا شرکت کرد.